# BDSM
BDSM是用來描述一些与性虐恋相關的人類性行為模式。其主要的次群體正是BDSM這個縮寫字母本身所指稱的：綁縛與調教（Bondage & Discipline，即B/D），支配與臣服（Dominance & Submission，即D/s），施虐與受虐（Sadism & Masochism，即S/M）。
性调教源於日語，日本成人影片常用詞。指对人类性行為进行的训育和训练。多為虐恋調教，以達到彼此的性愉悅，使被调教方能适应调教方的要求，训练被调教者的性技巧，提高耐受性、身体柔韧性以及敏感度等，从而提高性行为品質。往往被调教方百依百顺，或犹如脫韁的野馬。
BDSM的實踐如果是施行於無性或中立的脈絡下，會普遍被認為是不愉快、不受渴望或不利的。比如說，痛苦以及身體的監禁與奴役，傳統上都是違背對方意願地施加於人， 並且對他們造成傷害。然而，BDSM是以參與者彼此同意為前提來進行，其目的是為了讓彼此歡愉。正因如此，BDSM和性虐待是全然不同的兩回事。
這種對共識與安全的重視也就是所謂的安全、理智、知情同意，雖然有些人比較喜歡用共知風險的兩願實踐（Risk Aware Consensual Kink，縮寫為RACK）來表示，更強調知情同意的重要性，並且承認所有活動事實上都有潛在的風險。

## 心理層面

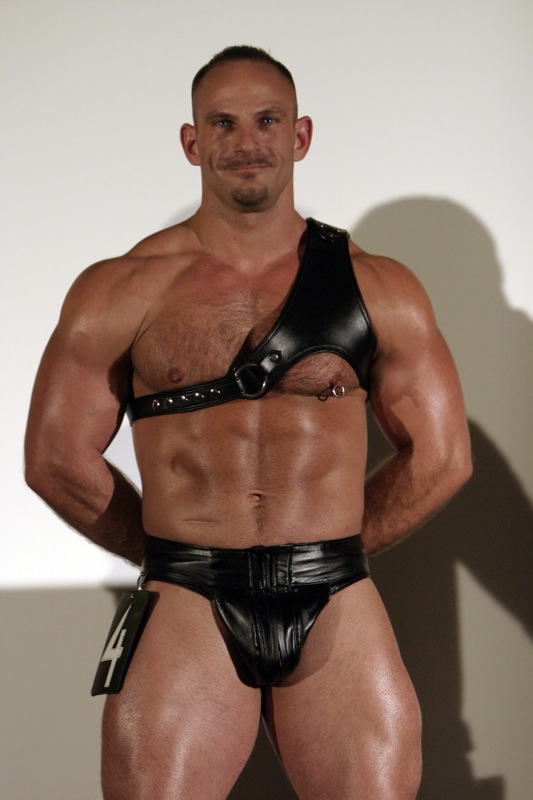
美國GV男優Samuel Colt身著帶有BDSM意味的服飾

在過去，施虐/受虐的活動與想像被精神病學家認為是一種病態，不過從至少1990年代開始它已經愈來愈能夠被接受。一些精神病學家基於最新的研究結果主張徹底不再將施虐/受虐視為一種病態。而BDSM亞文化群體則將施虐/受虐(BDSM)在精神疾病列表中的移除和當年移除同性戀（Homosexuality）聯繫起來。
作為一種回應，美國精神醫學學會（American Psychiatric Association）在其1994年的精神疾病診斷與統計手冊第四版（DSM-IV）中，修訂了關於施虐/受虐作為病態的定義，規定只有在未經對方許可的情形下實施性衝動或行為人的性衝動、性幻想或性行為已導致其明顯的精神痛苦或人際交往障礙時才將此種施虐/受虐行為視為病態。作為結果，未造成行為人明顯精神痛苦或人際交往障礙的自願性施虐/受虐行為不再被視為精神疾病。

### 權力交換
在心理層面上，許多BDSM遊戲包含了權力與支配，尤其是各種形式的權力交換（power exchange）。一個人可能會自願且有意識地交出自己的身體自主權，或者雙方人際互動間的化學作用會自發性地產生權力力度（power dynamic），而在這種情況下並無有意識的決定（conscious decision）。這種權力可以在無數種的關係力度（relationship dynamics）中彰顯。其中的一些種類有：
- 在一個十分鐘的場景中稱呼另一個人為主人或女王。
- 在受到見證之下正式地戴上項圈，雙方會有一個終身的承諾，支配一方的影響力將會一直存在於臣服那一方的生命之中。而戴上項圈的奴將會在從一般到極細微不等的事務上具有責任與義務去完成。
- 服務的承諾會含蓋臣服一方的責任與義務，但可能會或不會包括終身許諾。有些服務關係只會延續到臣服一方結束其角色扮演為止。

根據大多數實踐者的看法，權力交換永遠必須進行彼此磋商。在遊戲之前，參與者會討論他們生理與心理的底限，建立安全暗號（safeword，意即用來暗示停止遊戲進行的字詞），並且設定出他們即將進行的活動內容。
然而，也有許多人拒絕廣泛的磋商以及避開安全暗號的使用，而比較喜歡在一種更「自然」的互動中，接受更高的風險。對風險的需求以及對底線與安全的需求，這兩者之間的衝突正是SSC與RACK爭議的核心。

### 臣服行為
一個服從的人是指一個自願或尋求去臣服於他人的人。在BDSM的獨特脈絡下，臣服者經常被認為是bottom（意為「受制者」）的同義詞，有些人則認為「臣服」要有追求權力交換的特別成分在裡面，因為bottom可能會也可能不會對進行所謂的權力交換感興趣 （甚至不願意）。有些人提出“pitcher”（投手）與“catcher”（捕手）作為比較中性的術語（借用棒球術語），其中pitcher提供感官刺激、命令等等，而catcher則接收對方所「投出」的。
臣服者之間不同於他們多認真地投入於角色、訓練與情境中。進行臣服行為的動機可能包括了從責任中解脫、成為關注與情感的投射對象、獲得安全感、炫耀忍耐度以及處理解決羞恥的問題。有些人則單純只是享受他們的伴侶在一旁的那種「自然」感覺。所謂服務型（service-oriented）的臣服者也可能懷有一種內心深層想要「被使用」的慾望。
Bottom之間也不同於他們投入遊戲中的程度、他們遊戲的頻率、甚至在於他們到底認不認為他們是在進行一場「遊戲」（play）。

### 支配行為
支配者享受控制一個臣服者的樂趣。關於其理由的說法包括有展示技巧與權力、擁有另外一個人的所有權、以及成為情感與獻身的投射對象。支配有可能是支配者在表達以及／或接收情感時感到最舒服的方式。服務型的支配者還會說，能夠自由處置另一個人的資源與能力顯然是非常有用的。
當然也有其他可能的動機，包括了其愉悅感不只是在於得到完全的權力，還在於他人的受苦、追求來自於危險的快感、以及徹底的自我毀滅性。這也是為何BDSM社群中有許多人很重視在遇到他人時要確立對方的動機，以及在進行BDSM時對於危險的警告。

## 生理層面
在生理層面上，BDSM的「感官遊戲」經常包含了痛苦的施加，即使並沒有造成實際的傷害。它會造成腦內啡的釋放，製造出一種類似賽跑者在運動最激烈時或性高潮過後餘韻的感覺，稱為「飛昇」（flying），有些人可以從中得到愉悅。某些作家會使用「身體緊迫」（body stress）這個名詞。這種感覺是許多BDSM實踐者進行BDSM的動機，不過並不是唯一的動機。相反地，有為數不少的BDSM實踐者（尤其是bottom）可能會參與一個他們完全不會得到任何生理愉悅感的場景，好讓他們的top有機會能放縱他們的慾望與戀物。
在某些BDSM遊戲中，top（通常是支配的那一方）提供感官刺激給bottom（通常是臣服的那一方），會用摑打屁股（spank）、摑掌（slapping）、捏夾 （pinching）、用指甲摩擦（stroking）或抓擦（scratching），或者會使用道具，如皮帶（strap）、鞭子（whip）、拍板 （paddle）、棍棒（cane）、刀子、蠟油、冰塊、曬衣夾（clothespin）、竹籤（bamboo skewer）等等。用繩子、鍊子、皮帶、保鮮膜、手銬或其他東西綁縛起來也可能會是遊戲的一部分。
BDSM遊戲中使用的工具包含了各式各樣的項目，從特別設計過的道具到日常家庭用品都有，後者被稱為「歪用道具」（pervertible）。
一場愉悅的BDSM遊戲有很大一部分要取決於施控者是否稱職，而受控者是否達到了該有的感覺。信賴與性刺激可以幫助一個人準備進入強烈的感官刺激。有些人甚至將一場熟練專業的BDSM遊戲比喻為音樂作曲與演奏，每個感官刺激都好像是一個音符一樣。於是，不同的感官刺激就可以用不同的方法結合起來製造出一個整體的經驗。

## 關於BDSM的重點
- BDSM可能會或不會包含任何形式的性。
- BDSM可能會或不會包含性角色扮演。
- BDSM可能會或不會包含年齡扮演。
- 支配者或臣服者的日常生活樣貌，並不會總是決定了他們在BDSM中所偏好扮演的角色，不過許多人確實表現出這樣子的傾向。如果某個人在日常生活（如工作）中只扮演了支配或臣服其中一方的角色，他們時常在性生活中會強烈希望扮演相反的角色，作為一種解放。
- BDSM遊戲常常包含了心理上的戀物愉悅。
- 有些BDSM玩家擁有多重性伴侶，或者在性上面維持單一性伴侶，而和其他人進行沒有性的BDSM遊戲。
- 一對伴侶可能在某些時候會進行BDSM性行為，而其他時候則進行普通的性關係。

## 歷史

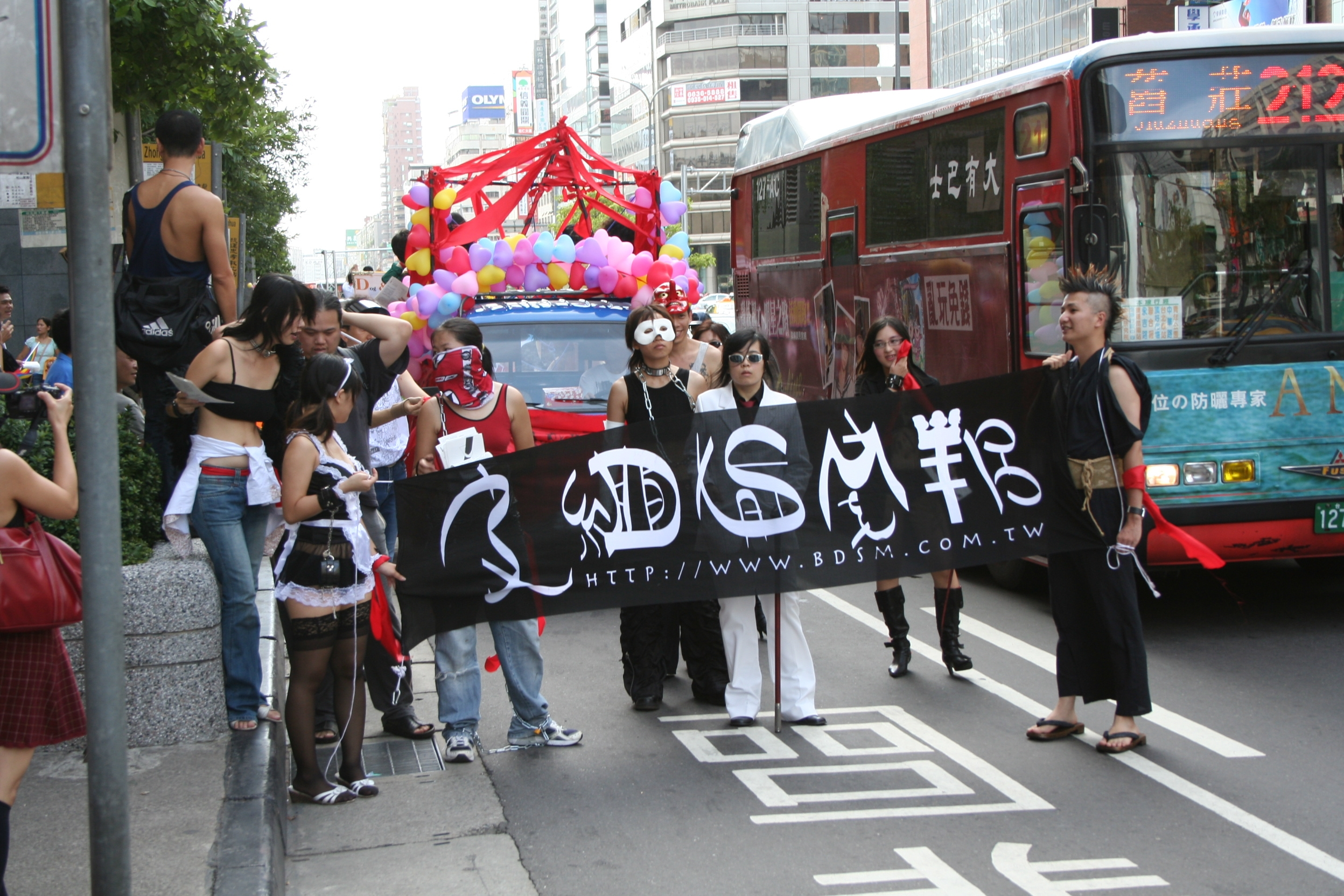
皮繩愉虐邦參加2005年的台灣同志遊行的照片。

BDSM並沒有一個清楚的歷史起源。14世紀有些軼事報導中說到，有些人願意被綁起來或者被鞭打，來作為性愛的前戲或替代。中世紀的「宮廷愛情」文化中騎士對女主人的卑屈獻身被某些人認為是BDSM的先驅。有些資料則認為BDSM之所以成為一種有別於他者的性行為形式，是起因於18世紀西方開始對性行為進行醫學和法律上的分類。還有一些資料將BDSM的定義擴大，舉例了早期和其他文化中一些近似BDSM的行為，比如說中世紀的自我鞭笞贖罪（flagellant）以及美洲原住民社會的肉體試驗儀式。
雖然sadism（施虐）和masochism（受虐）是分別來自於薩德侯爵和利奥波德·范·萨克-马索克兩人的姓氏，他們兩人的生活方式是否真的符合現代大家普遍同意的BDSM概念，其實是有爭議的。
我們可以在20世紀的西方文化邊緣中窺見BDSM的身影。著名藝術家包括有約翰·威利和艾瑞克·史丹頓。羅伯特·比安維奴（Robert Bienvenu）將現代BDSM追溯到三個源頭，分別命名為「歐洲戀物」（European Fetish，從1928年開始）、「美國戀物」（American Fetish，從1934年開始）、「同志皮革」（Gay Leather，從1950年開始）。另外妓院中的性遊戲也是BDSM的另外一個源頭，至少可以追溯到19世紀的時候。
許多BDSM精神可以追溯到男同性戀的皮革族文化，而這個次文化又是從二次大戰後的飛車黨文化演變出來的。賴瑞·唐森（Larry Townsend）於1972年出版的《皮革男指南》（Leatherman's Handbook），基本上就代表了所謂的「舊衛」（Old Guard）。舊衛強調嚴格的制式化與固定角色，而且其實並未將女同性戀或異性戀考慮在內。1981年Samois組織出版的《Coming to Power》一書讓女同志社群內的BDSM得到了一定程度的認知和接受。
到了1990年代中期，網路使得人們可以找到擁有特別興趣的同好，並且能夠使用匿名來互相交流。這讓大家對BDSM有了更深一層的認識以及有更多人的投入。相對於「舊衛」較為開放自由的「新衛」（New Guard）便是在這個時候出現的。
BDSM在西方主流文化中的傳播，則是透過前衛流行，哥德、饒舌、嘻哈和重金屬的音樂錄影帶，以及科幻電視和電影。
現代的BDSM文化流傳甚廣。大多數北美和西歐的主要城市都有BDSM的俱樂部和遊戲派對，以及非正式較為輕鬆的聚會，稱為「munch」。另外也有一些定期集會，比如“Living in Leather”、“TESfest”和“Black Rose”。在舊金山則會舉辦每年一度的「佛森街博覽會」（Folsom Street Fair）。
「皮革驕傲旗幟」是皮革社群所使用的象徵符號。